# 살라리아 가도

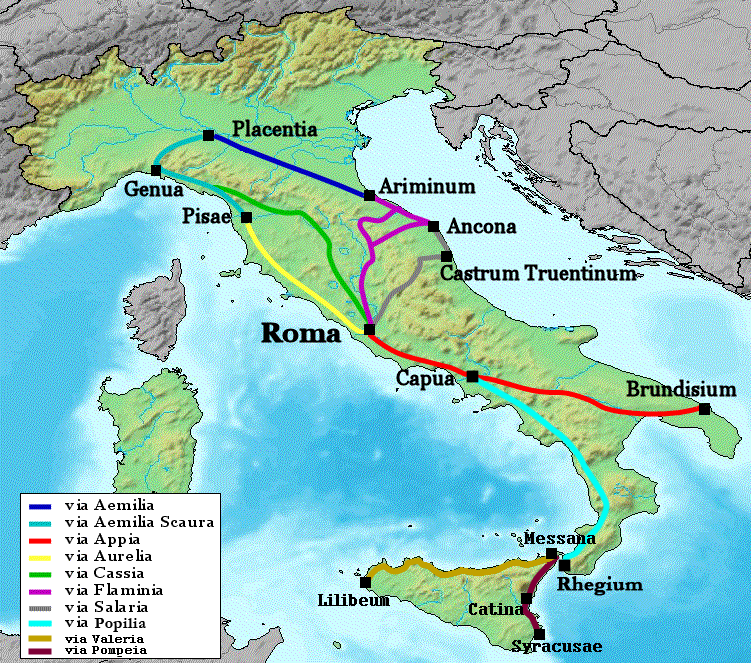
살라리아 가도의 경로(회색).

살라리아 가도(이탈리아어: Via Salaria)는 이탈리아의 고대 로마 도로였다.
이 길은 결국 로마(아우렐리아누스 방벽의 포르타 살라리아)에서 아드리아해 연안의 '카스트룸 트루엔티눔'(포르토 다스콜리)까지 242km의 거리를 주행했다. 도로는 또한 레아테(리에티)와 아스쿨룸(아스콜리피체노)을 통과했다.
오늘날 비아 살라리아 4번 국도(SS4)가 옛 도로의 이름을 이어받았으며, 로마에서 아드리아해까지 같은 경로를 달리는 국도이다.

## 역사
'살라리아 가도'라는 이름은 라틴어로 ‘소금’을 의미하는데, 이는 티레니아해에 더 가까이 사는 사비니인들이 테베레강 어귀에 있는 '캄푸스 살리나룸'(포르투스 근처) 습지에서 소금을 길러온 경로였다.
아드리아해 연안 사람들은 소금 생산지에서 물품을 가져오기 위해 살라리아 가도를 이용했다. 유럽 내 여러 고대 소금길 중 하나였으며, 일부 역사가들은 살라리아와 소금 무역이 로마 정착의 기원이라고 본다. 산지로 났던 도로 구간에는 일부 유적이 여전히 존재한다.

## 로마 다리
- 폰테 델 그란 카소
- 폰테 델라 스쿠텔라
- 폰테 다를리, 폰테 디 퀸토데시모
- 폰테 로마노(아쿠아산타)
- 폰테 살라리오
- 폰테 삼부코

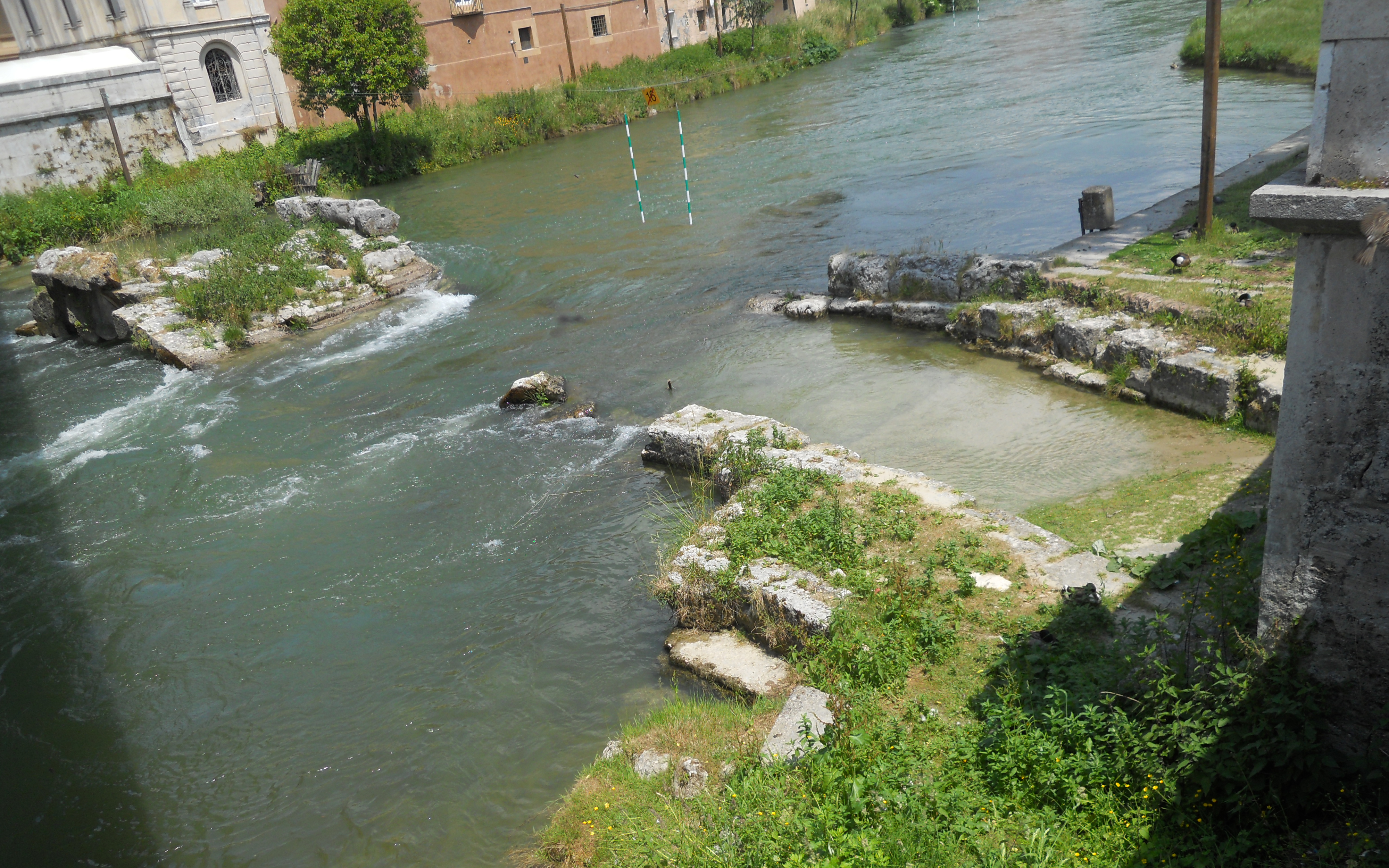
리에티의 벨리노강 위로 놓인 로마 시대 다리 유적

위의 다리 등을 비롯한 여러 로마 다리가 도로를 따라 남아 있다.

## 같이 보기
- 로마의 공학